# Venelle
Venelle – rzeka we Francji, przepływająca przez tereny departamentów Górna Marna oraz Côte-d’Or, o długości 33,1 km. Stanowi dopływ rzeki Tille. 

## Geografia
Venelle ma źródło w Vaillant na płaskowyżu Langres w Górnej Marnie. Rzeka gubi swój bieg między Véronnes oraz Lux w Côte-d’Or i przez chwilę płynie pod powierzchnią ziemi. Na powierzchnię wypływa w Bèze.

## Departementy i główne miejscowości nad Vanelle
- Górna Marna: Vaillant (źródło), Chalancey
- Côte-d’Or: Vernois-lès-Vesvres, Foncegrive, Selongey, Orville, Véronnes